# Formentera
Formentera é uma ilha espanhola situada no mar Mediterrâneo, a menor das ilhas Baleares, com pouco mais de 83 km² de área e 3 087 habitantes (densidade: 140,7 hab./km²) em 2021. Com Ibiza e outros ilhéus forma o as ilhas Pitiusas, um subarquipélago das Baleares. Em termos administrativos é um município da província e comunidade autónoma das Ilhas Baleares.

## Demografia
| Variação demográfica do município entre 1991 e 2019 [carece de fontes?] | Variação demográfica do município entre 1991 e 2019 [carece de fontes?] | Variação demográfica do município entre 1991 e 2019 [carece de fontes?] | Variação demográfica do município entre 1991 e 2019 [carece de fontes?] |
| ----------------------------------------------------------------------- | ----------------------------------------------------------------------- | ----------------------------------------------------------------------- | ----------------------------------------------------------------------- |
| 1991                                                                    | 1996                                                                    | 2001                                                                    | 2004                                                                    |
| 4333                                                                    | 5353                                                                    | 5553                                                                    | 7131                                                                    |

## Património
- Farol de La Mola — farol gémeo do de Formentor, custou no mesmo ano (1861) o valor de 276 659 reais.[4]